# Karmin (powiat pleszewski)
Karmin – wieś (dawniej miasto) w Polsce położona w województwie wielkopolskim, w powiecie pleszewskim, w gminie Dobrzyca.
Karmin uzyskał lokację miejską przed 1458 rokiem, zdegradowany przed 1500 rokiem. W latach 1975–1998 miejscowość należała administracyjnie do województwa kaliskiego. We wsi znajduje się kościół parafialny, szkoła, przedszkole i sklep.

## Urodzeni w Karmienie
- Wanda Niegolewska – polska ziemianka i działaczka społeczna, uczestniczka powstania wielkopolskiego i powstania warszawskiego, posłanka na Polski Sejm Dzielnicowy w Poznaniu[5].